# Melitturga clavicornis
Espèce
Statut de conservation UICN

 NT  : Quasi menacé
Melitturga clavicornis est une espèce d'abeilles de la famille des Andrenidae. Elle est présente en Europe.